# Сапухін Олександр Олександрович
Олекса́ндр Олекса́ндрович Сапухін (1917, село Красна Яруга, тепер Білгородської області, Російська Федерація — 1970, місто Київ) — український радянський партійний діяч, 1-й секретар Києво-Святошинського райкому КПУ Київської області. Герой Соціалістичної Праці (25.02.1958).

## Біографія
Народився в родині залізничника. Після закінчення сільськогосподарського технікуму працював дільничним агрономом Лебединської машинно-тракторної станції (МТС) на Сумщині.
У 1939—1946 роках — служив у Радянській армії. Учасник німецько-радянської війни з 1941 року.
Член ВКП(б) з листопада 1942 року.
У 1946—1949 роках — голова виконавчого комітету селищної ради депутатів трудящих; голова Києво-Святошинської районної планової комісії; завідувач сільськогосподарського відділу Києво-Святошинського райвиконкому Київської області.
У 1949—1954 роках — секретар Києво-Святошинського районного комітету КПУ Київської області.
У 1954—1962 роках — 1-й секретар Києво-Святошинського районного комітету КПУ Київської області.
У 1963—1965 роках — секретар партійного комітету (парткому) Київського тресту овоче-молочних радгоспів.
У 1965 — грудні 1970 року — 1-й секретар Києво-Святошинського районного комітету КПУ Київської області.
Помер в Києві у грудні 1970 року. Похований на Байковому кладовищі.

## Нагороди
- Герой Соціалістичної Праці (25.02.1958)
- орден Леніна (25.02.1958)
- орден Трудового Червоного Прапора
- два ордени Вітчизняної війни ІІ ступеня
- орден Червоної Зірки
- медалі